# Normandie (schip, 1935)
De SS Normandie was een Franse oceaanlijner. Het schip is in 1932 gebouwd in Saint-Nazaire, Frankrijk voor de Compagnie Générale Transatlantique. Ten tijde van de tewaterlating was het het grootste en snelste schip ter wereld en is tot op heden het krachtigste door een stoomturbine turbo-elektrisch aangedreven schip ooit gebouwd. Het schip voer voornamelijk tussen Le Havre en de haven van New York. Er was een vroege vorm van radar geïnstalleerd.
Na de uitbraak van de Tweede Wereldoorlog werd het schip door de Amerikaanse marine in beslag genomen en hernoemd naar USS Lafayette (AP-53). Het schip werd omgebouwd naar een troepentransportschip, al heeft men ook de mogelijkheid onderzocht om er een vliegdekschip van te maken. Tijdens de ombouw in 1942 raakte het schip in brand door vonken van een snijbrander. Het schip kapseisde en zonk aan de New York Passenger Ship Terminal. Het schip werd geborgen maar het bleek te duur om het schip te renoveren en in oktober 1946 werd het dan ook gesloopt.

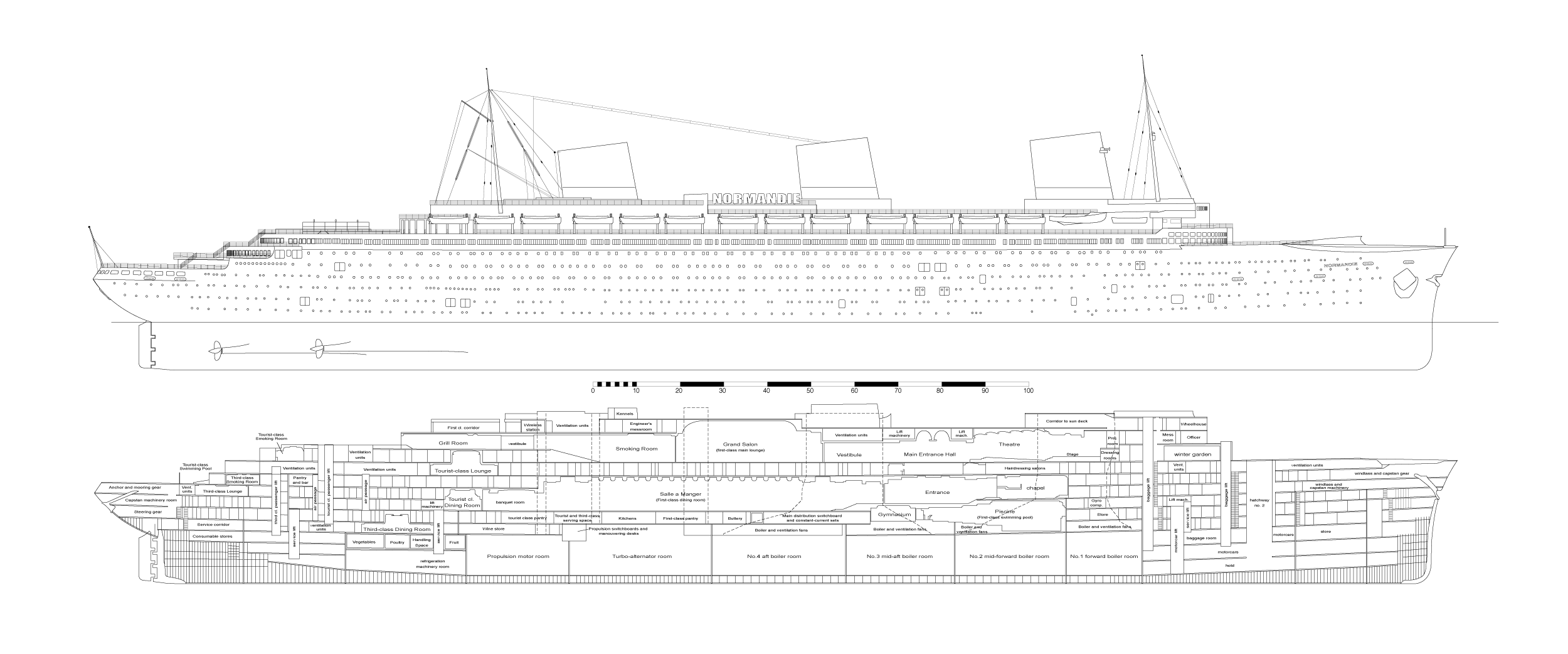
Tekening van de SS Normandie (klik voor vergroting)